# Bojanowo (województwo kujawsko-pomorskie)
Bojanowo – osada leśna w Polsce położona w województwie kujawsko-pomorskim, w powiecie świeckim, w gminie Dragacz.
W latach 1975–1998 miejscowość administracyjnie należała do województwa bydgoskiego.